# Colegio García Quintana
El Colegio de Educación Infantil y Primaria Antonio García Quintana es un centro de educación primaria situado en la plaza de España de la ciudad española de Valladolid. Lleva el nombre de Antonio García Quintana, alcalde de la ciudad durante el periodo de la Segunda República.

## Descripción
Conjunto educativo construido entre 1926 y 1943 por Antonio Flórez Urdapilleta, sobre un proyecto original de Joaquín Muro de 1926. El edificio, con fachada a tres calles, se articula gracias a dos patrios interiores que permiten encajar un programa complejo dotándolo de funcionalidad y claridad. Presenta su fachada principal a la plaza de España, con una composición simétrica caracterizada por dos torreones de ladrillo que enmarcan el acceso abierto mediante tres arcos de medio punto. El resto de la edificación es una construcción sencilla de ladrillo visto con elementos decorativos eclécticos como pilastras, impostas, cornisas, con apertura de huecos pautadas regularmente, con proporción sensiblemente cuadrada en la planta superior. El conjunto ha sido objeto de numerosas reformas, particularmente en su organización interior. Inicialmente recibió el nombre de Escuela Normal, por ser sede de esta institución.

## Colección de Ciencias Naturales del MUVa
El colegio García Quintana aloja la colección de ciencias naturales de la Universidad de Valladolid. La formación de la colección se inicia en 1860 con el Gabinete creado en la Facultad de Ciencias, entonces situada en el edificio histórico de la Universidad. La implantación de nuevos planes de estudio provocó la dispersión de sus fondos en distintas dependencias universitarias, situación que perduró hasta que en 1966 el profesor Jesús Mª Hernando Cordovilla organizó una exposición temporal de Ciencias Naturales, con fines pedagógicos, en la entonces Escuela Superior de Magisterio. Convertida en museo estable, desde entonces no ha dejado de crecer gracias a adquisiciones hechas por su primer director, donaciones de naturalistas, estudiantes universitarios y coleccionistas privados. Desde 2011 el MUVa distribuye sus colecciones de ciencias naturales en diez salas [Vertebrados inferiores, el Hombre, Artrópodos, Geognosia (cristalografía y mineralogía), Invertebrados no artrópodos, Paleontología, Mamíferos, Aves y Botánica] como uno de sus más importantes activos.

## Controversia por el impacto en la salud de unas antenas de telefonía cercanas
A principios del siglo XXI estalló una fuerte polémica a partir de cinco casos de cáncer infantil diagnosticados entre los años 2000 y 2003 en este colegio. Los padres de los afectados culparon de la situación a la acumulación de antenas de telefonía móvil en los edificios colindantes, debido a que todos los casos eran de tipo hematológico y localizados en alumnos que habían estado en las clases orientadas hacia ellos. Las antenas se retiraron en diciembre de 2001. El "caso García Quintana" quedó judicialmente archivado en 2004.